# East-West
East-West è il secondo album del gruppo The Paul Butterfield Blues Band, pubblicato dalla Elektra Records nell'agosto del 1966 e prodotto da Paul Rothchild, Jac Holzman, Barry Friedman (brano B1) e Mark Abramson. Nel gruppo un nuovo batterista, Billy Davenport al posto di Sam Lay.

## Tracce
Lato A
1. Walkin' Blues – 3:15 (Robert Johnson)
2. Get Out of My Life, Woman – 3:13 (Allen Toussaint)
3. I Got a Mind to Give Up Living – 4:57 (Brano tradizionale)
4. All These Blues – 2:18 (Brano tradizionale)
5. Work Song – 7:53 (Nat Adderley)

Lato B
1. Mary, Mary – 2:48 (Michael Nesmith)
2. Two Trains Running – 3:50 (Muddy Waters)
3. Never Say No – 2:57 (tradizionale)
4. East-West – 13:10 (Mike Bloomfield, Nick Gravenites)

## Musicisti
- Paul Butterfield - armonica, voce
- Mike Bloomfield - chitarra
- Elvin Bishop - chitarra
- Elvin Bishop - voce (brano B3)
- Mark Naftalin - organo, pianoforte
- Jerome Arnold - basso
- Billy Davenport - batteria